# Bill Wallace (bassista)
Bill Wallace (Winnipeg, 18 maggio 1949) è un bassista e insegnante canadese noto principalmente come membro dei The Guess Who.

## Biografia
Ha iniziato la sua carriera musicale nel 1960, con una band di Winnipeg chiamata The Gettysbyrg Address. In seguito si è esibito in band come Logan Avenue Comfort Station e Dianne Heatherington and the Merry-Go-Round. Alla fine si unì ai suoi amici Kurt Winter e Vance Masters in Brother. Wallace era il cantante e bassista.
Quando Randy Bachman lasciò i The Guess Who al culmine della popolarità di quella band, lo sostituirono con Kurt Winter, il quale, nel 1972, favorì l'ingresso di Wallace nella band.
Nel 2000, Kale non poté accompagnare i membri originali dei Guess Who nel loro Running Back Thru Canada Tour, così Wallace fu chiamato, e divenne il bassista permanente degli Guess Who.  Prima di ricongiungersi ai Guess Who, Wallace aveva insegnato musica nella sua città natale di Winnipeg,  e nel 1999 riprese questa attività, mentre nel 2020 andò in pensione da questa attività.

## Discografia

### Solista
- 1996 - Isn't it Romantic? Rogers and Hart Songbook
- 1998 - Complete Rogers and Hart Songbook

### Con i Guess Who
- 1972 - Rockin'
- 1972 - Artificial Paradise
- 1973 - No. 10
- 1974 - Road Food
- 1975 - Flavours
- 1975 - Power in the Music
- 1994 - Liberty

### Collaborazioni
- 1974 - Tales Untold- Kopperfield
- 1976 - yankee Reggae - Shakers